# Makhabbat
Makhabbat (arabe : محبة) — (persan : محبت) est un terme de la langue arabe et farsi que l'on rencontre dans l'islam et qui signifie amour.

## Amour de Dieu
Puisque l'amour est une forme de l'adoration d'Allah, le musulman croyant doit aimer Allah en premier lieu. En outre, le musulman doit aimer tous les humains qui plaisent à Allah. Si l'amour pour les femmes et les enfants ne pousse pas l'homme à désobéir aux commandements d'Allah, alors il n'est pas considéré comme un péché dans l'islam. Le Makhabat agit comme une sorte d'attachement à l'objet,.
La notion d'amour mutuel entre Dieu et les hommes est contenue dans le Coran sous forme d' aya : « Allah mènera les gens qu'Il aime et qui L'aiment…», Le sujet de l'amour mutule entre Allah et l'homme est répandu dans le soufisme. Certains soufis affirment que c'est précisément l'amour qui s'est détaché d'Allah qui a conduit à la création de l'univers. Le chemin de l'amour qui conduit à une personne dans un esprit d'absolu est le chemin le plus court pour dompter ses passions. Mais chaque homme n'a pas ce sentiment d'amour véritable. Beaucoup d'hommes aiment les valeurs transitoires et temporaires de la vie matérielle, la dounya. Si ce type d'amour n'est pas contraire à la charia, il est alors admissible dans l'Islam et sert de tremplin à l'acquisition de l'amour véritable, l'amour pour Allah.
Il existe aussi en persan le mot achk (persan : عشق). Il n'est pas utilisé dans le Coran, mais les soufis se réfèrent souvent à ce terme pour désigner le plus haut degré de l'amour.